# Cupra Racing
|  | Aquest article fa referència a l'equip de competició. Per a la marca fabricant vegeu Cupra |

Cupra Racing, anteriorment coneguda com SEAT Sport, és l'àrea esportiva i de competició de la marca Cupra i el grup SEAT en el món dels ral·lis i els turismes. Entre els seus principals èxits en el món dels ral·lis cal destacar 3 títols del Mundial de Ral·lis (WRC) de la categoria de 2 litres amb el SEAT Ibiza (1996-1998) i la seva participació en el màxim nivell del WRC amb el SEAT Córdoba els anys 1999 i 2000. Posteriorment, competint en el Campionat Mundial de Turismes amb el SEAT León, va aconseguir el títol mundial per marques i per pilots l'any 2008 i 2009.

## Inicis: anys 70

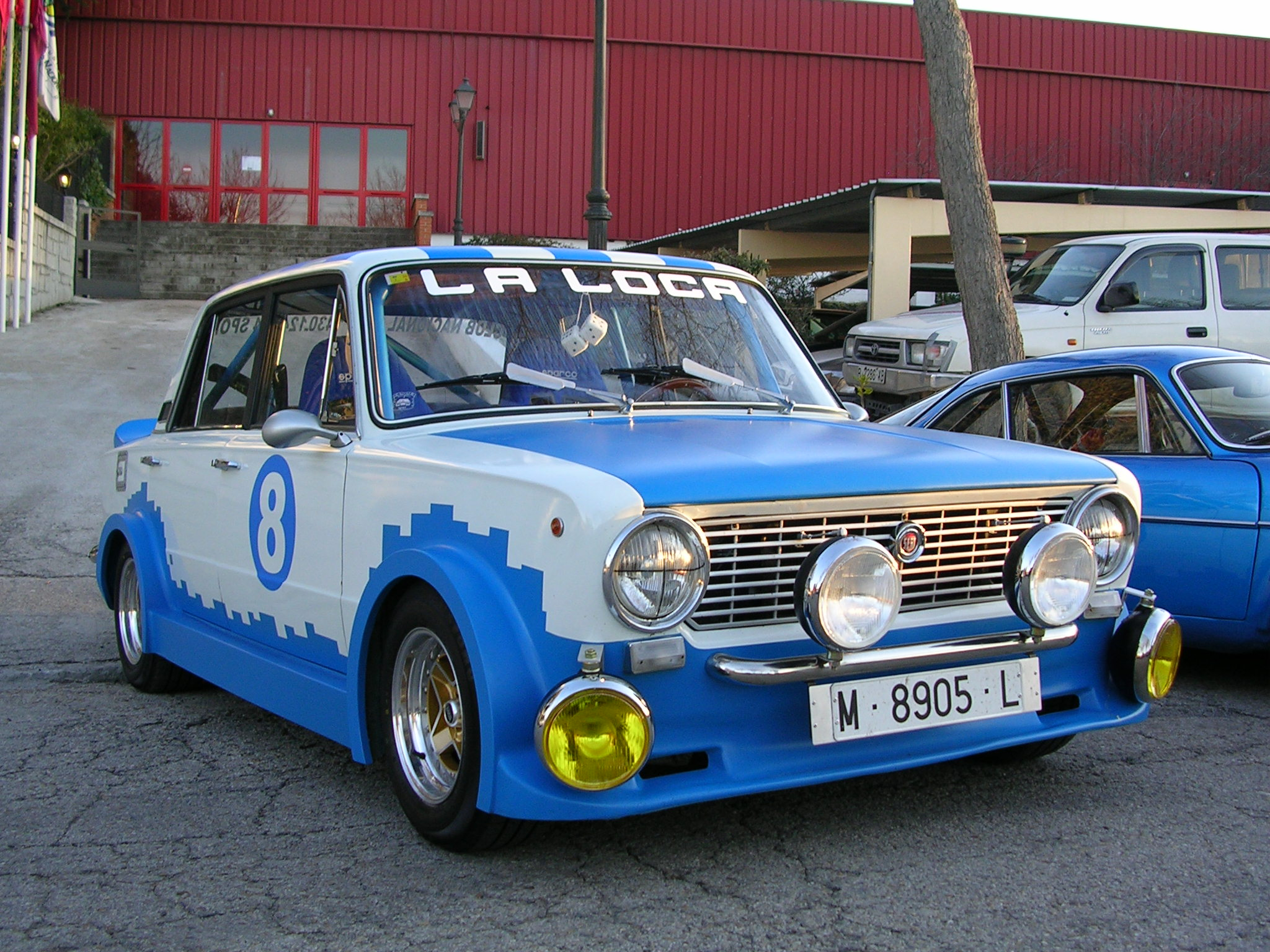
SEAT 124

L'any 1970, SEAT creà la Fórmula Nacional, coneguda posteriorment com a Fórmula 1430, disputant la primera prova al Circuit del Jarama amb 27 participants. Els vehicles d'aquesta competició disposaven d'un motor 1430 i la caixa de canvis del SEAT 600.
Posteriorment, l'any 1971 es crea el departament de Vehículos Especiales a la fàbrica de SEAT a la Zona Franca de Barcelona, esdevenint aquest departament la base de l'equip SEAT de competició i de l'actual departament de SEAT Sport.
El debut oficial de SEAT al món dels ral·lis fou l'any 1972 al Criterium Luis de Baviera, arribant la primera victòria aquell mateix any en el Ral·li RACE de la mà de Salvador Cañellas, el qual era pilot oficial de la marca catalana junt a Jorge Babler. Aquell 1972 Salvador Cañellas guanyà el Campionat d'Espanya de Ral·lis d'Asfalt.
Antonio Zanini es convertí en el tercer pilot de la marca, la qual aconseguí el títol de Campiona d'Espanya de Marques consecutivament des del 1973 fins al 1979, participant en un total de 104 ral·lis, guanyant-ne 39. En els campionats regionals, SEAT obtingué 250 victòries i en els campionats de Turismes aconseguí 11 títols consecutius entre 1979 i 1983.
Paral·lelament, SEAT prengué part del Campionat europeu de ral·lis aconseguint amb Antonio Zanini els subcampionats del 1976 i 1979, tot aconseguint la victòria en cinc ral·lis. Pel que fa al Campionat Mundial de Ral·lis, en el Ral·li Monte-Carlo de 1977, Antonio Zanini aconseguí la 3a posició final i Salvador Cañellas la 4a, fet que atorgà a la marca catalana la Copa de Marques d'aquella edició del Monte-Carlo.

## Anys 80

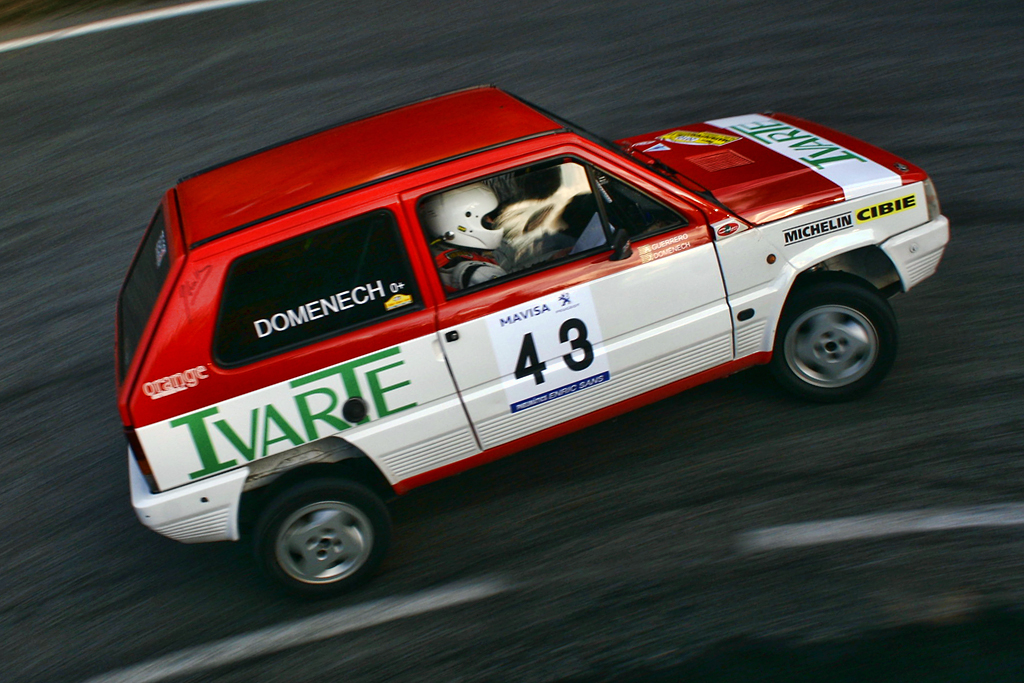
SEAT Panda

Els 80 s'iniciaren amb el trencament de relacions entre Fiat i Seat, amb els consegüents problemes econòmics per la marca catalana, amb el que gradualment s'anaren abandonant les activitats de competició, això no obstant, es mantingué la Copa Fura de circuits i la Copa Panda de Ral·lis.
El retorn a la competició no es va donar fins al 1985, amb SEAT ja integrada a Volkswagen, amb l'actual departament de SEAT Sport. Es creà la Copa Volkswagen Polo de circuits i el Campionat SEAT Ibiza de Ral·lis.
L'any 1987 SEAT Sport ja disposava d'un equip oficial al Campionat d'Espanya de Ral·lis d'Asfalt i al Campionat d'Espanya de Ral·lis de Terra, amb els germans Salvador Servià i Josep Maria Servià, aconseguint el subcampionat en el Campionat d'asfalt per darrere d'un jove Carlos Sainz.
El 1988, amb un SEAT Marbella Proto, SEAT guanyà el Campionat d'Espanya de Ral·lis de Terra amb Antonio Rius, títol que revalidaria el 1989. Paral·lelament, amb la versió Safari de Volkswagen Golf GTI, Josep María Servià guanyà la classe de dos rodes motrius de la Baja Aragón, fet que animà a SEAT a participar en la Copa d'Espanya de Raids 1989, on aconseguí amb Josep Maria Servià el títol nacional a la categoria de dues rodes motrius.

## Anys 90
Els 90 s'inicien amb Josep Maria Servià guanyant la Copa d'Espanya de Raids els anys 1990 i 1991 i amb el desenvolupament del SEAT Toledo Marathon per les competicions de raids a nivell internacional que donaren els seus primers èxits parcials l'any 1994.

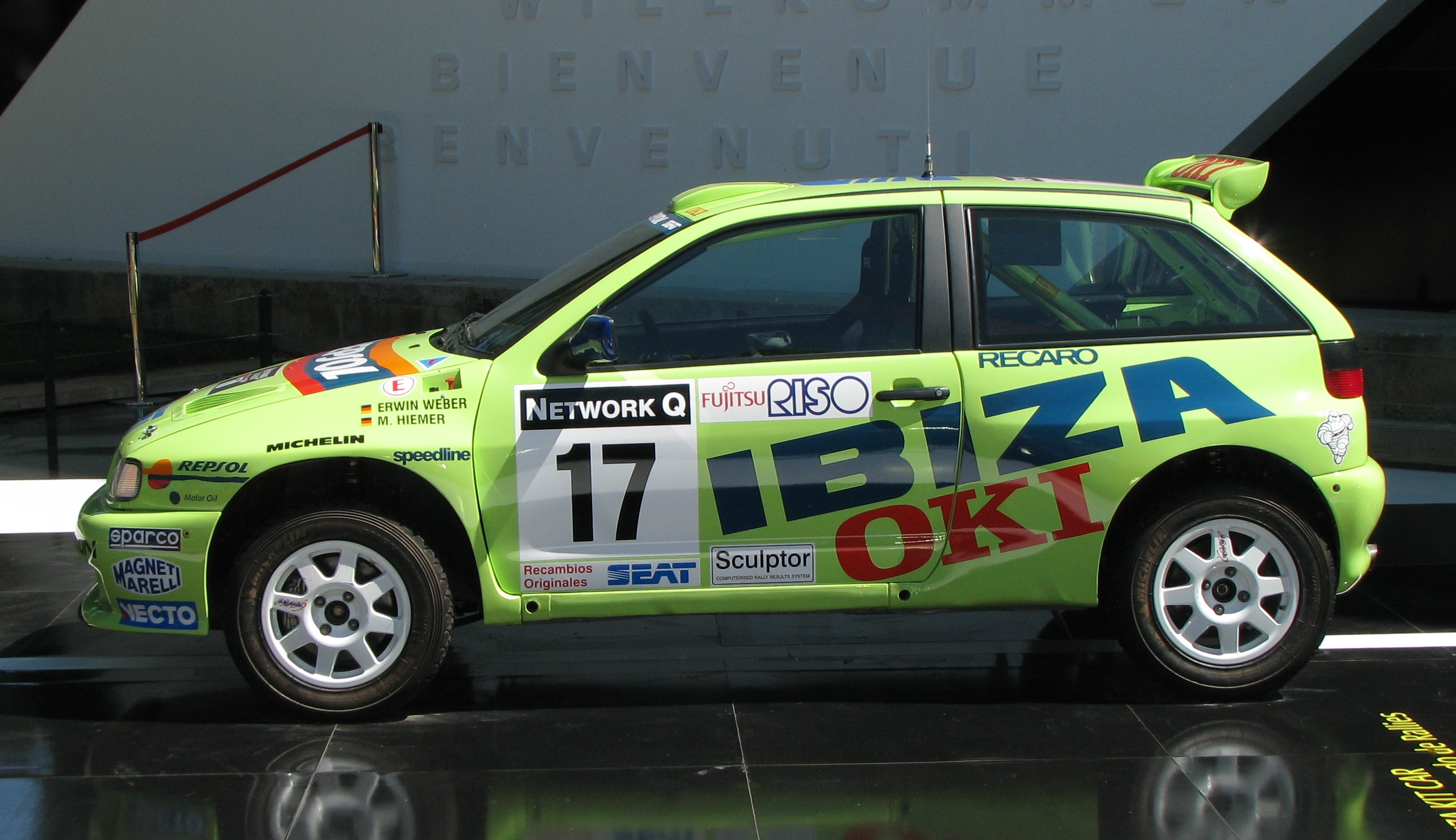
Seat Ibiza Kit Car

L'any 1995, després de 18 anys sense participar al Campionat Mundial de Ral·lis, SEAT participa amb el SEAT Ibiza 1.8 16v pilotat per Erwin Weber al Ral·li de Portugal en la categoria de 2 rodes motrius. Aquell mateix any, Erwin Weber guanya la categoria de 2 rodes motrius al Ral·li Acròpolis, amb Antonio Rius copant la segona posició.
Els èxits parcials del 1995 animen a SEAT a afrontar el 1996 el Campionat Mundial de Ral·lis en la categoria de 2 litres amb el SEAT Ibiza Kit Car, aconseguint el títol, tot convertint-se en la primera marca capaç de guanyar el títol mundial l'any del seu debut. SEAT Sport revalidaria el títol consecutivament el 1997 i 1998 amb els pilots Harri Rovanperä, Oriol Gómez, Toni Gardemeister, Jörgen Jonasson i Gwyndaf Evans.
El debut de SEAT a la màxima categoria dels ral·lis es produí el 1998 amb el SEAT Cordoba WRC al Ral·li de Finlàndia aconseguint els seus primers punts del Mundial aquell mateix any al Ral·li de Gal·les.
L'any 1999 afronten la temporada sencera del WRC amb els pilots Piero Liatti, Harri Rovanperä i Toni Gardemeister, aconseguint bones actuacions parcials i dos podis, un al Ral·li de Nova Zelanda i un altre al Ral·li de Gal·les.

## Segle XXI

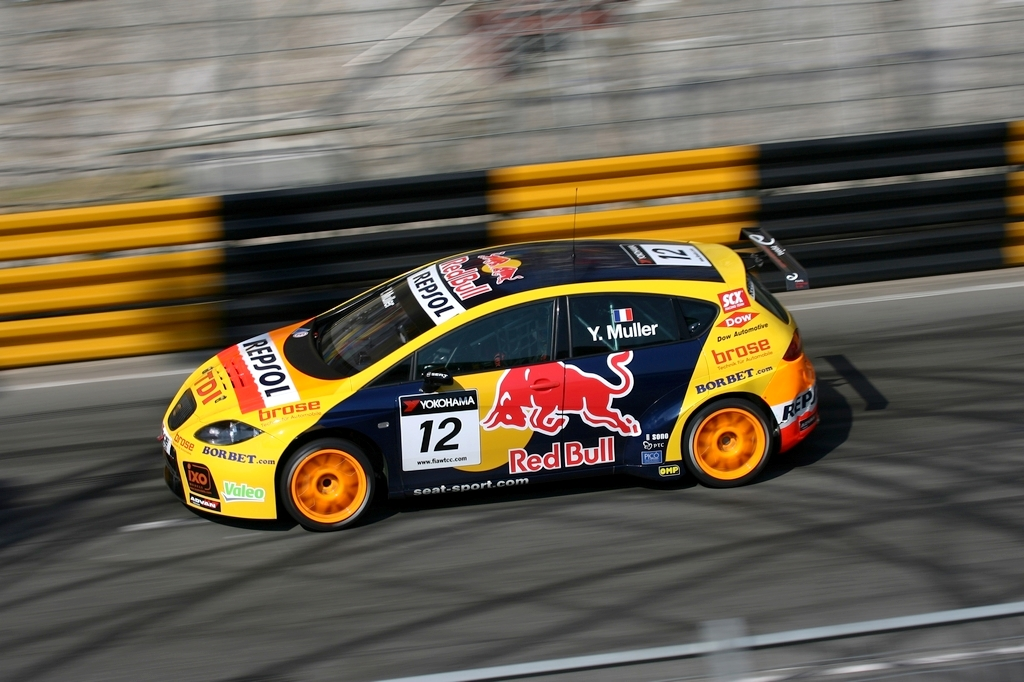
Yvan Muller pilotant per a SEAT Sport a Macau el 2008

L'any 2000 SEAT fitxa a l'excampió mundial Didier Auriol, però els resultats no acompanyaren a la marca catalana, la qual en finalitzar la temporada anuncià la seva retirada del Campionat Mundial de Ral·lis, tot retornant el 2001 als campionats nacionals d'asfalt i terra on s'aconseguiren victòries parcials amb Salvador Cañellas i Marc Blázquez.
L'any 2002 SEAT retorna als circuits tot creant la prova monomarca Supercopa SEAT León, disputada a circuits d'Espanya i Portugal. Posteriorment el certamen fou adoptat per altres páïsos com Alemanya, Anglaterra i Turquia, enfrontant als diferents guanyadors nacionals a la Supercopa SEAT León European Masters.
El 2004 SEAT aconsegueix la seva primera victòria al Campionat d'Europa de Turismes, esdevenint el SEAT Toledo Cupra un dels grans protagonistes del campionat amb quatre podis més amb els pilots Rickard Rydell, Jordi Gené i Frank Diefenbacher.
El 2005 el Campionat d'Europa de Turismes es convertí en el Campionat Mundial de Turismes i SEAT participà amb el SEAT León WTCC, aconseguint el títol mundial de marques l'any 2008 amb els pilots Yvan Muller, Gabriele Tarquini, Rickard Rydell i Jordi Gené, guanyant també el títol per pilots amb Yvan Muller. L'any següent, 2009, revalidarien el títol de marques i novament un dels seus pilots s'alçaria amb el títol mundial, en aquesta ocasió l'italià Gabriele Tarquini.

## Models SEAT Sport

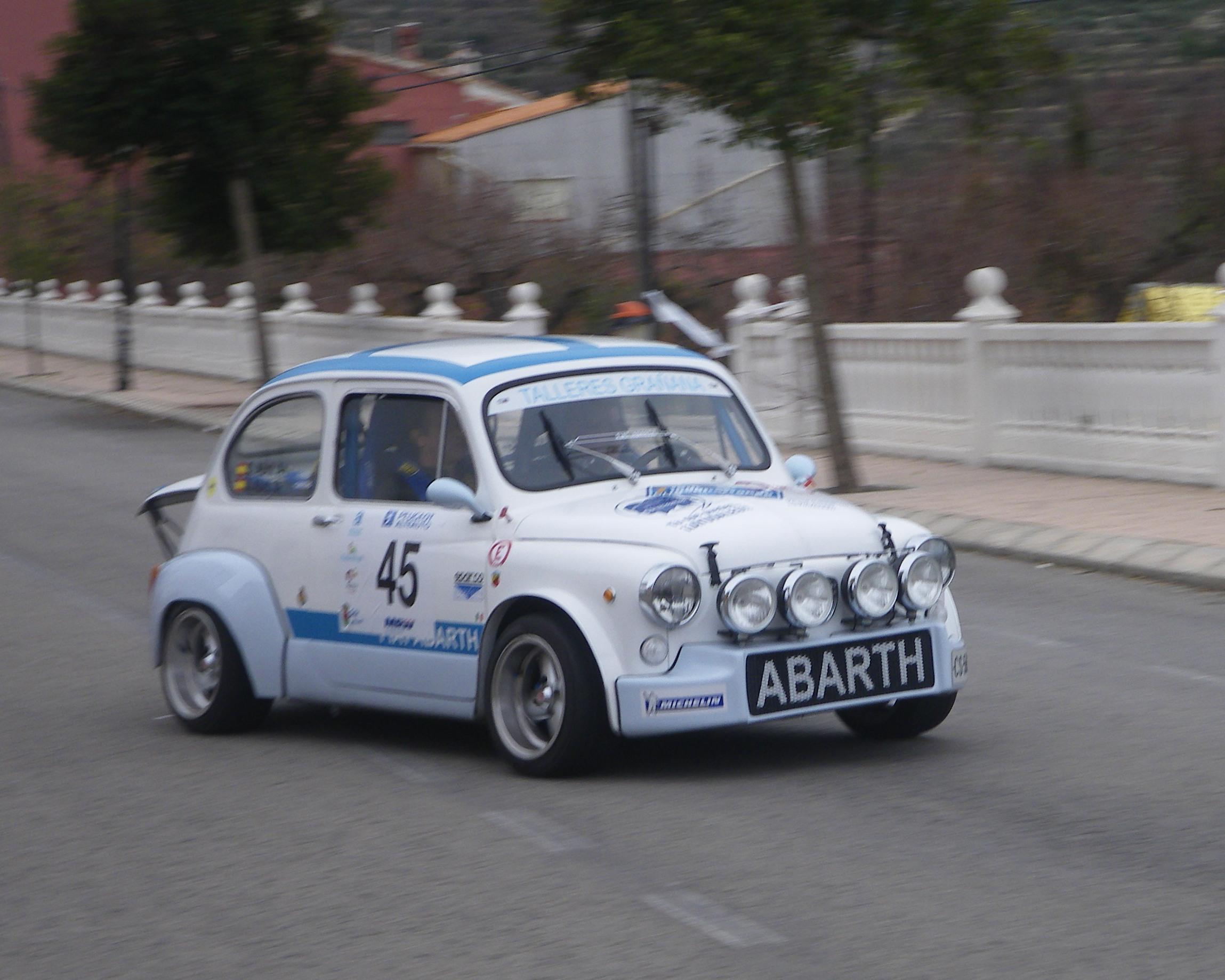
SEAT 600 Abarth

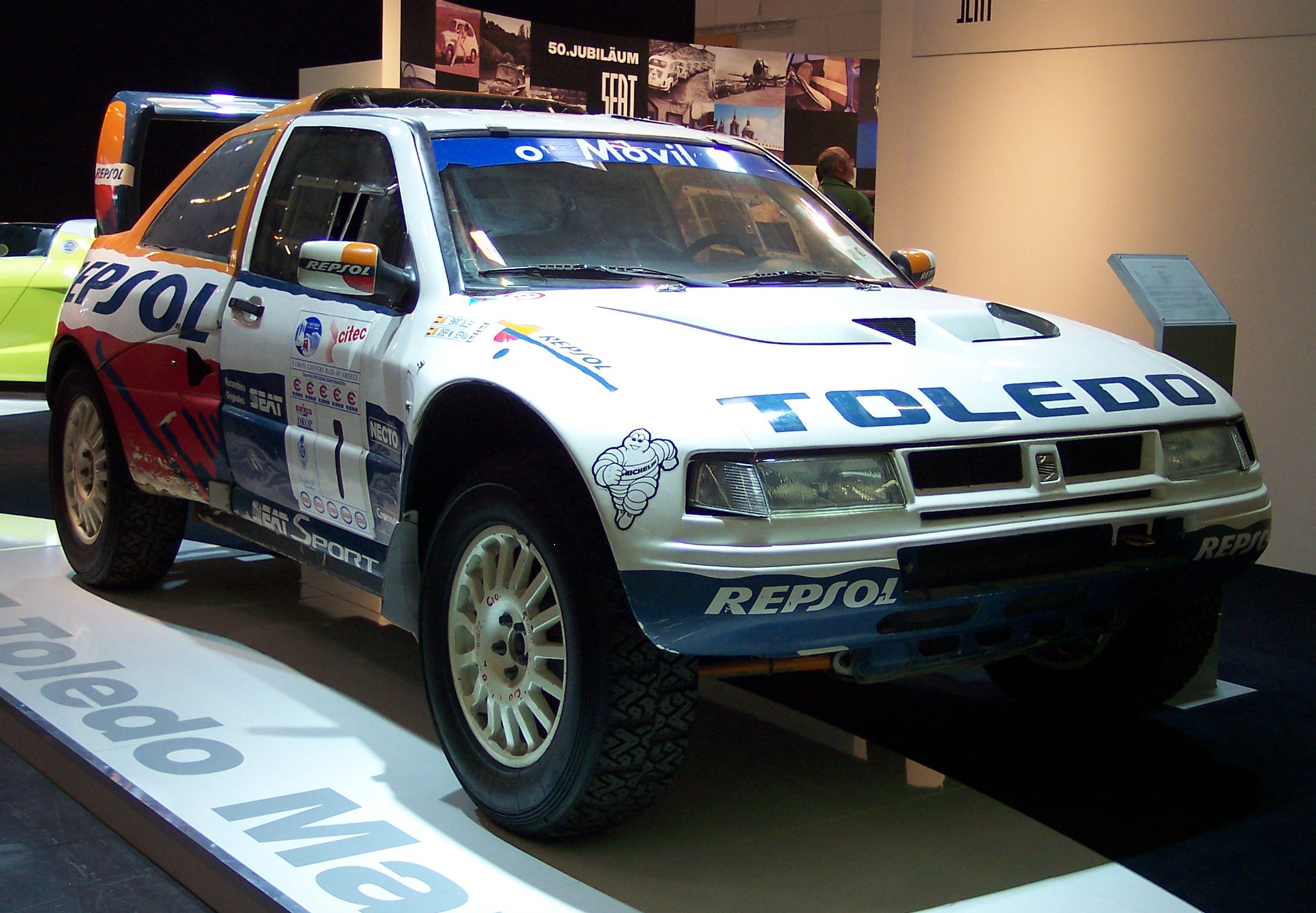
SEAT Toledo Marathon

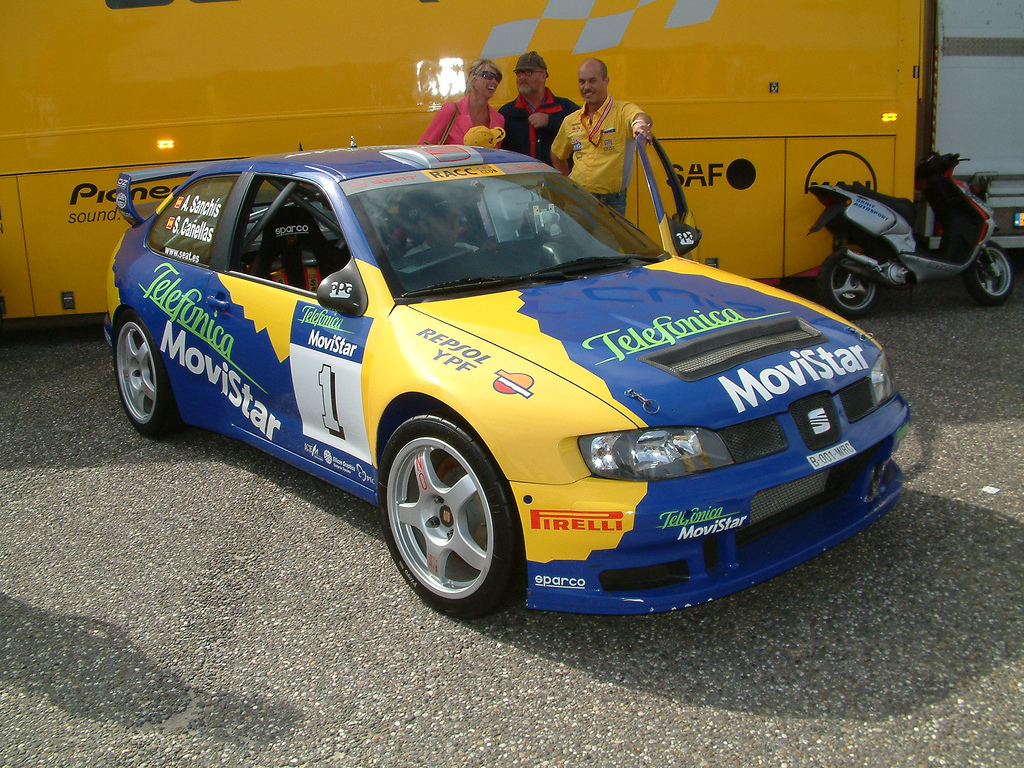
SEAT Cordoba WRC

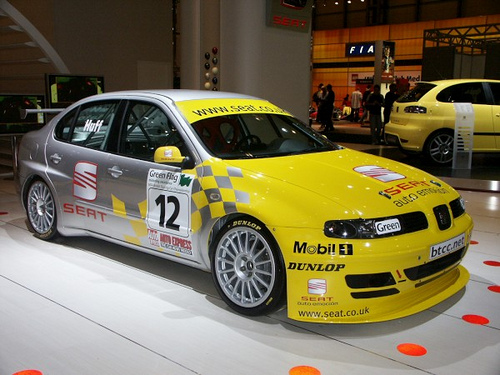
SEAT Toledo Mk2

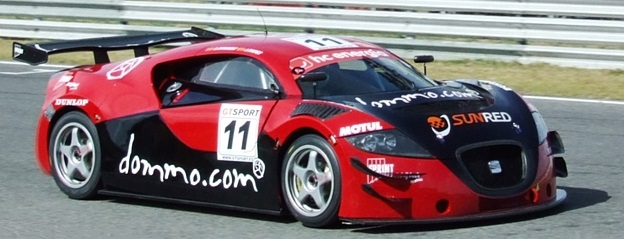
SEAT Cupra GT

Models de competició i edicions esportives especials
- SEAT 1400A - 1957 - Joan Fernández - Copa Montjuïc de Cotxes Sport
- SEAT 850 Coupe - 1967 - A. Pérez Sutil - D. Morán
- SEAT 1430 - 1970 - Del Vaz - Lazcano, Londres-Mèxic
- SEAT 124 Sport Coupe - 1970
- SEAT 124 Sport Coupe - 1971 - Manuel Juncosa, M. Salas - Ral·li Basc- Navarrès
- SEAT F-1430 - 1971
- SEAT 850 Sport Spider Gr.5 - 1972 - Juncosa
- SELEX ST3 - 1972 - Salvador Cañellas - Seat Fórmula 1430
- SEAT 127 Gr. 2 - 1973 - Salvador Servià - Montse Imbers
- SEAT 1430- 1800 Gr. 5 - 1973 - Jorge Babler - Ricardo Antolín - Ral·li d'Espanya
- SEAT MARTINI F-1800 - 1975 - Juan Ignacio Villacieros
- SEAT 1430- 1800 Gr. 4 - 1977 - Salvador Servià - Jordi Sabater - Ral·li Montecarlo
- SEAT 124- 2100 16v Gr. 5 - 1977 - Antonio Zanini - Juan Petisco - Ral·li Costa del Sol
- SEAT 124/2000 Grup 2 - 1979 - Salvador Cañellas - Campionat d'Espanya de Turismes
- FIAT 131 ABARTH - 1979 - Salvador Servià - Alex Brustenga - Ral·li Montecarlo, Ral·li Nova Zelanda
- SEAT 131- 2100 Gr. 5 - 1980 - Santiago Martin Cantero - Campionat d'Espanya de Turismes
- SEAT PANDA Gr.2 - 1981/82 - R. Muñoz
- SEAT FURA CRONO - 1983
- SEAT IBIZA BIMOTOR PROTO - 1988- Josep Maria Servià, Lluis Corominas - Ral·li de Terra de Lloret de Mar
- SEAT IBIZA 1.5 GLX Gr.B - 1989
- SEAT MARBELLA PROTO - 1989 - Antoni Rius - Manel Casanova - Ral·li de Toledo
- SEAT TOLEDO PODIUM- 1992- Edició especial entregada als medallistes de les Olimpiades de Barcelona
- SEAT TOLEDO SPORT - 1992 - Edició especial comercial fabricat per a les Olimpiades de Barcelona
- SEAT TOLEDO Olimpico - 1992 - Cotxe oficial de les Olimpiades de Barcelona
- SEAT TOLEDO SUPERTOURISME - 1993/1994 - Giroix
- SEAT TOLEDO MARATHON - 1994 - Josep Maria Servià - Enric Oller - Raid de Grècia
- SEAT IBIZA GRUPO N - 1994 - Stephen Roche
- SEAT IBIZA Gr.A - 1995 - Weber/Rius
- SEAT IBIZA KIT CAR - 1996 - Harri Rovanperä - Juha Repo - RACCRally
- SEAT CORDOBA WRC - 1999 - Toni Gardemeister - Paavo Lukander - Ral·li de Nova Zelanda, Ral·li de Toledo
- SEAT IBIZA JUNIOR Gr. A - 2000 - Dani Solá - Ral·li d'Ourense
- SEAT CÓRDOBA WRC EVO 3 - 2001 - Salvador Cañellas - Alberto Sanchís - Ral·li RACC
- SEAT DAKAR Tdi - 2002 - Ferran Gil - Rafael Tornabell Arras- Madrid- Dakar
- SEAT IBIZA Tdi Gr. N - 2003 - Joan Font - Massip - Ral·li de Salamanca
- SEAT CORDOBA SILHOUETTE - 2003 - Christophe Bouchut - Campionat de França de Superturisme
- SEAT TOLEDO GT - 2003 - Ginés Vivancos - Jordi Gené - Campionat d'Espanya de GT
- SEAT TOLEDO CUPRA ETCC - 2003 - Jordi Gené - ETCC
- SEAT CUPRA GT - 2003
- SEAT CUPRA GT - 2004 - Gené/Vivancos
- SEAT LEON SUPERCOPA - 2004 - Lluís Pérez- Sala
- SEAT IBIZA PROTO 4x4 - 2004 - Flavio Alonso
- SEAT TOLEDO WTCC - 2005 - Rickard Rydell - WTCC
- SEAT CORDOBA WRC EVO 3 - 2006 - Crivillé
- SEAT LEON SUPER COPA - 2006 - José Manuel Pérez, Aicart - Supercopa Seat León
- SEAT LEON WTCC - Jordi Gené - WTCC 2006
- SEAT LEON TDI WTCC - 2007 - Yvan Muller
- SEAT LEÓN BTCC - 2008 - Jason Plato - BTCC
- SEAT LEON TDi WTCC 2008 - Yvan Muller